# Rhexia mariana
Rhexia mariana är en tvåhjärtbladig växtart som beskrevs av Carl von Linné. Rhexia mariana ingår i släktet Rhexia och familjen Melastomataceae. Inga underarter finns listade i Catalogue of Life.

## Bildgalleri

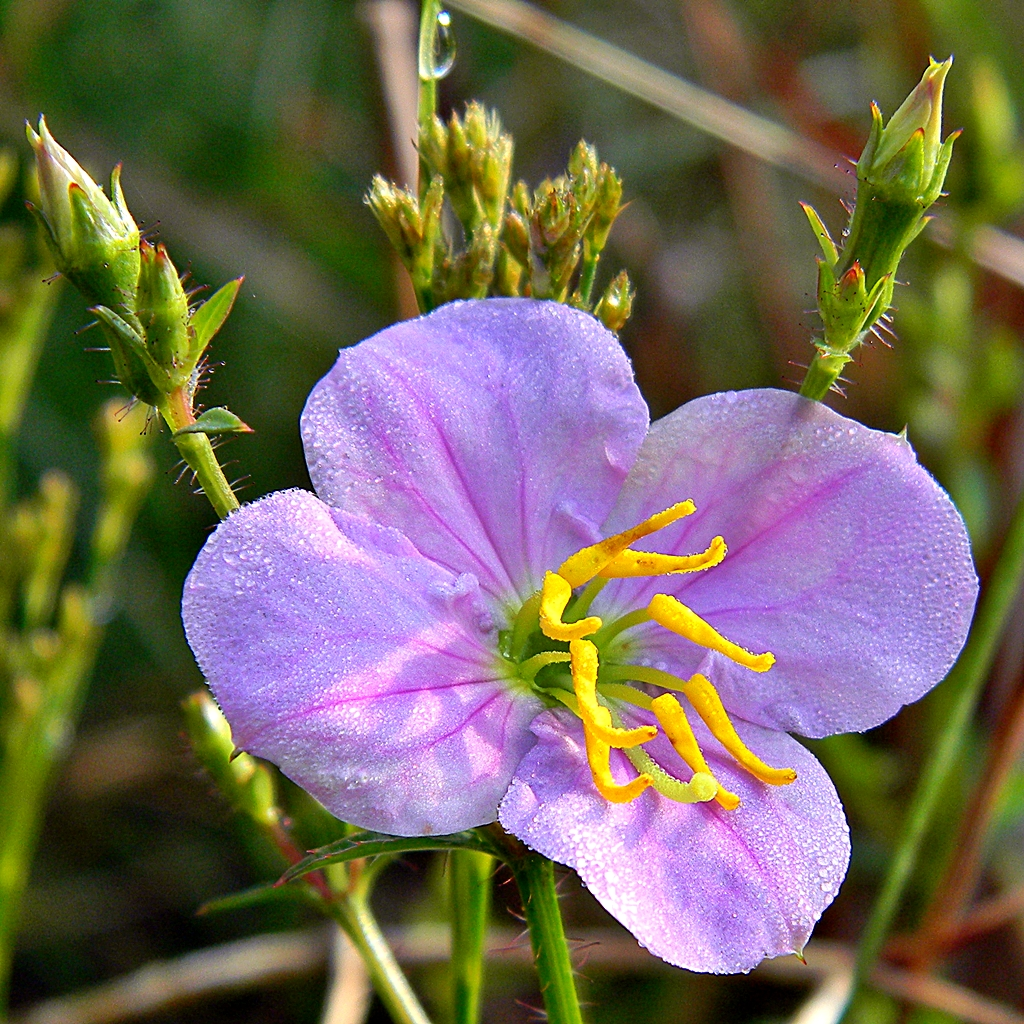
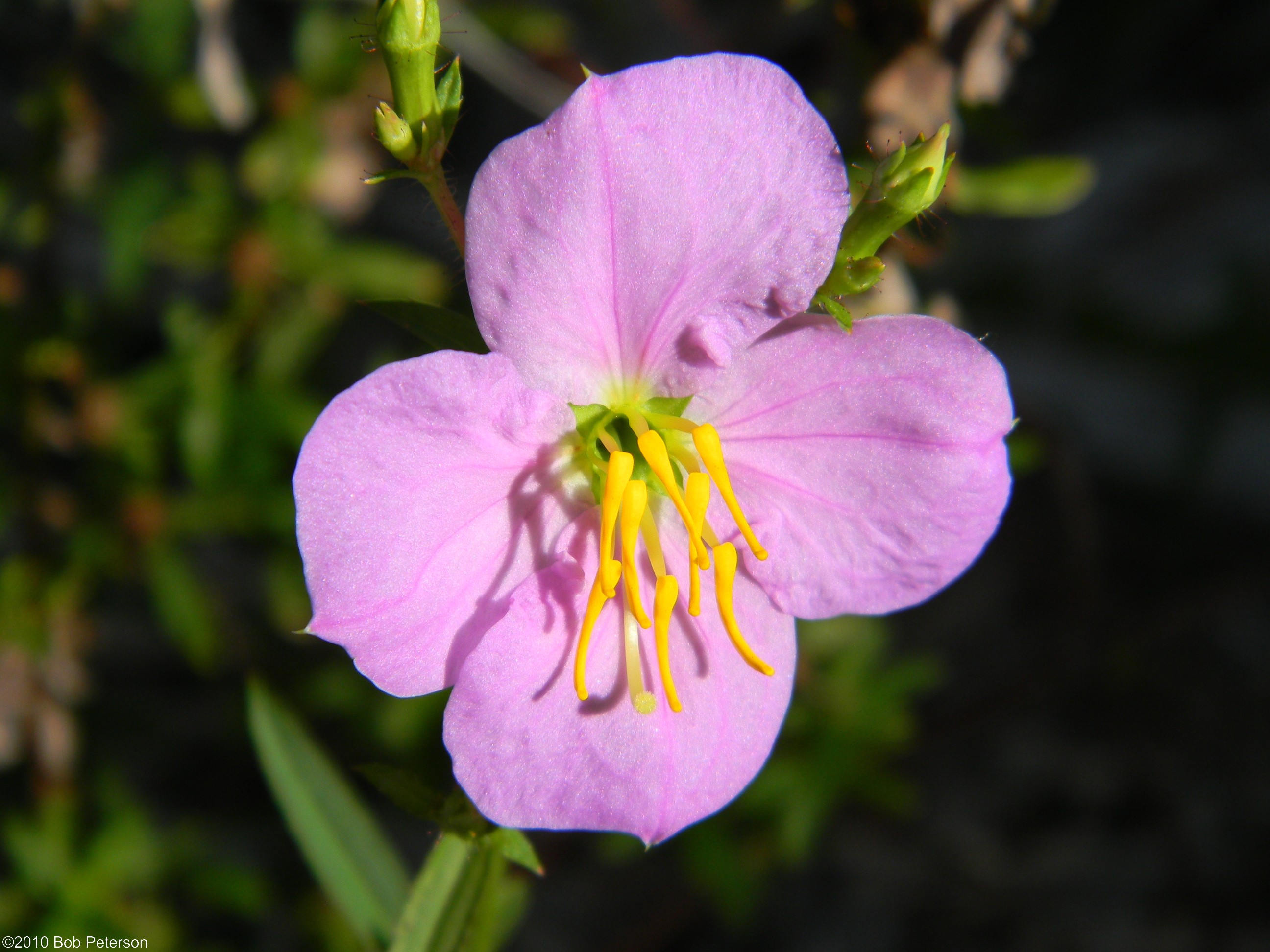
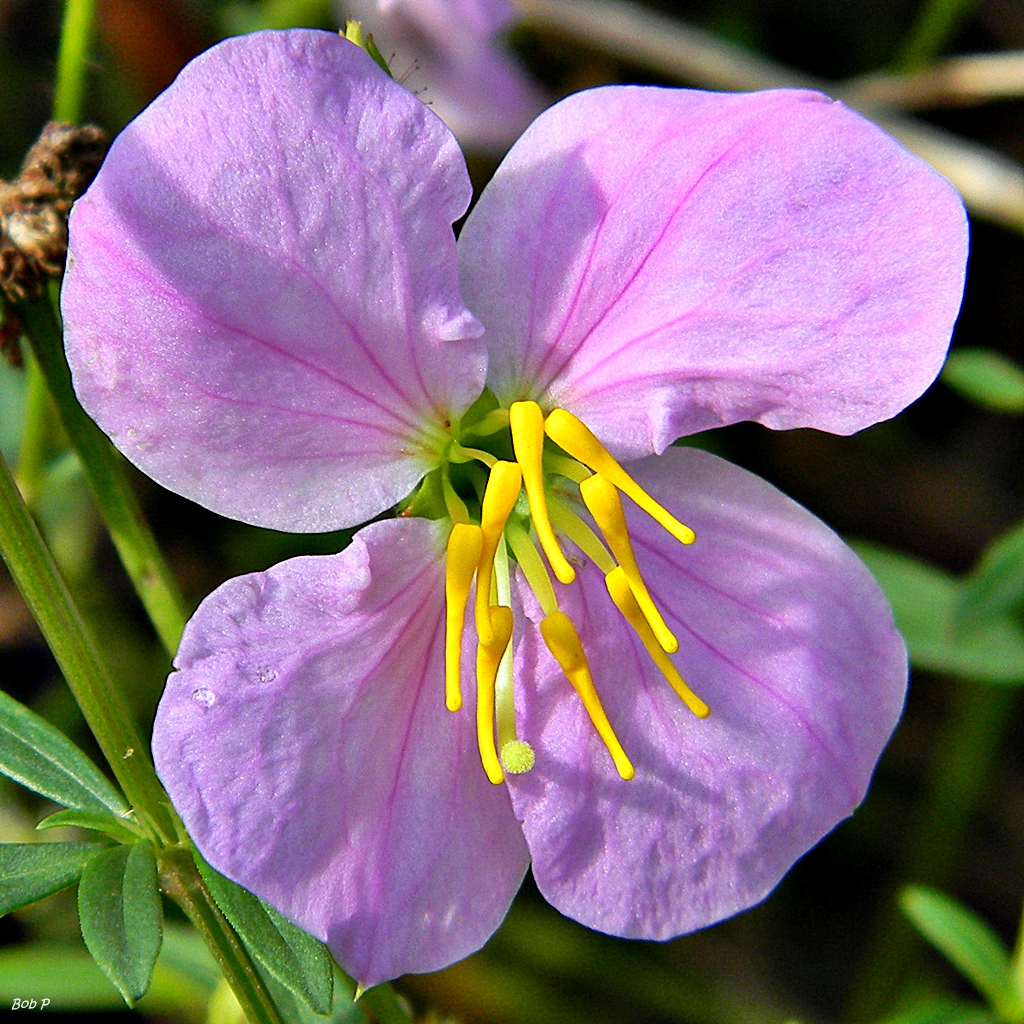
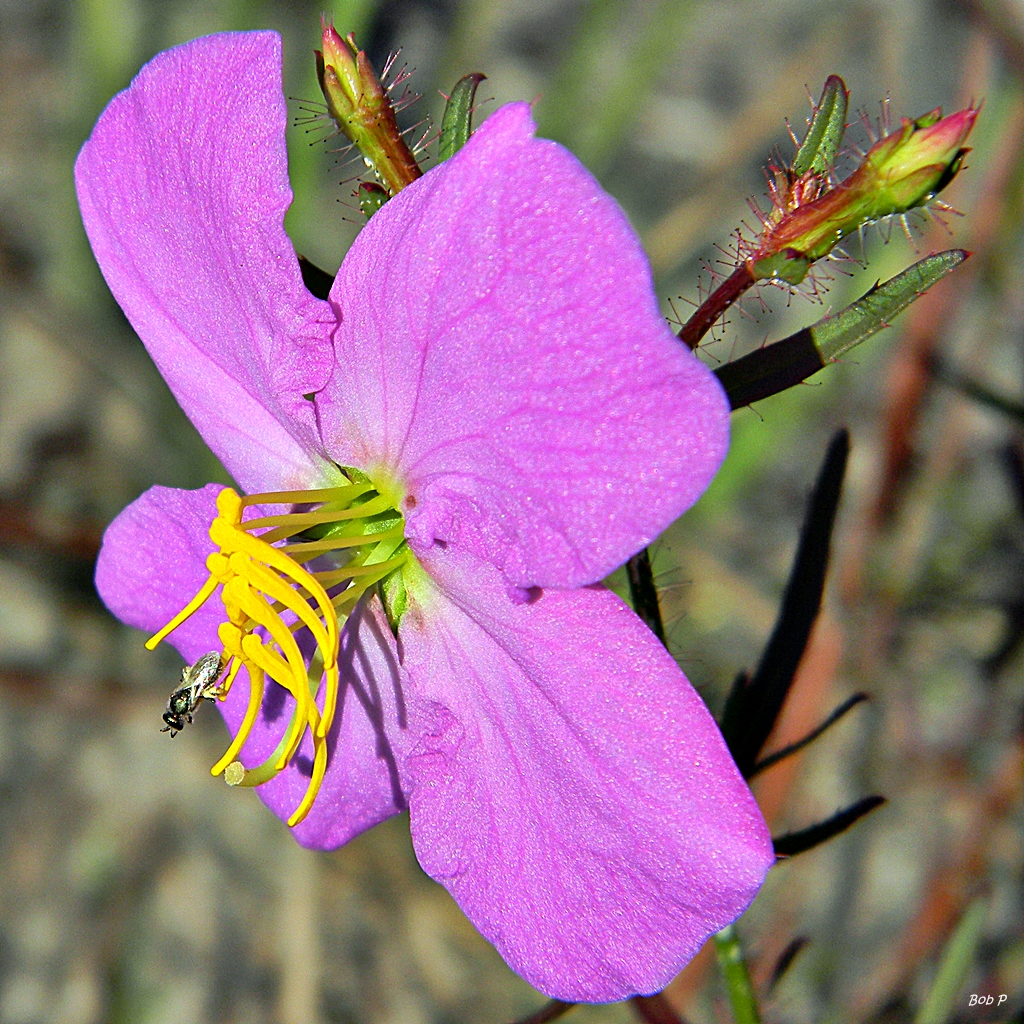
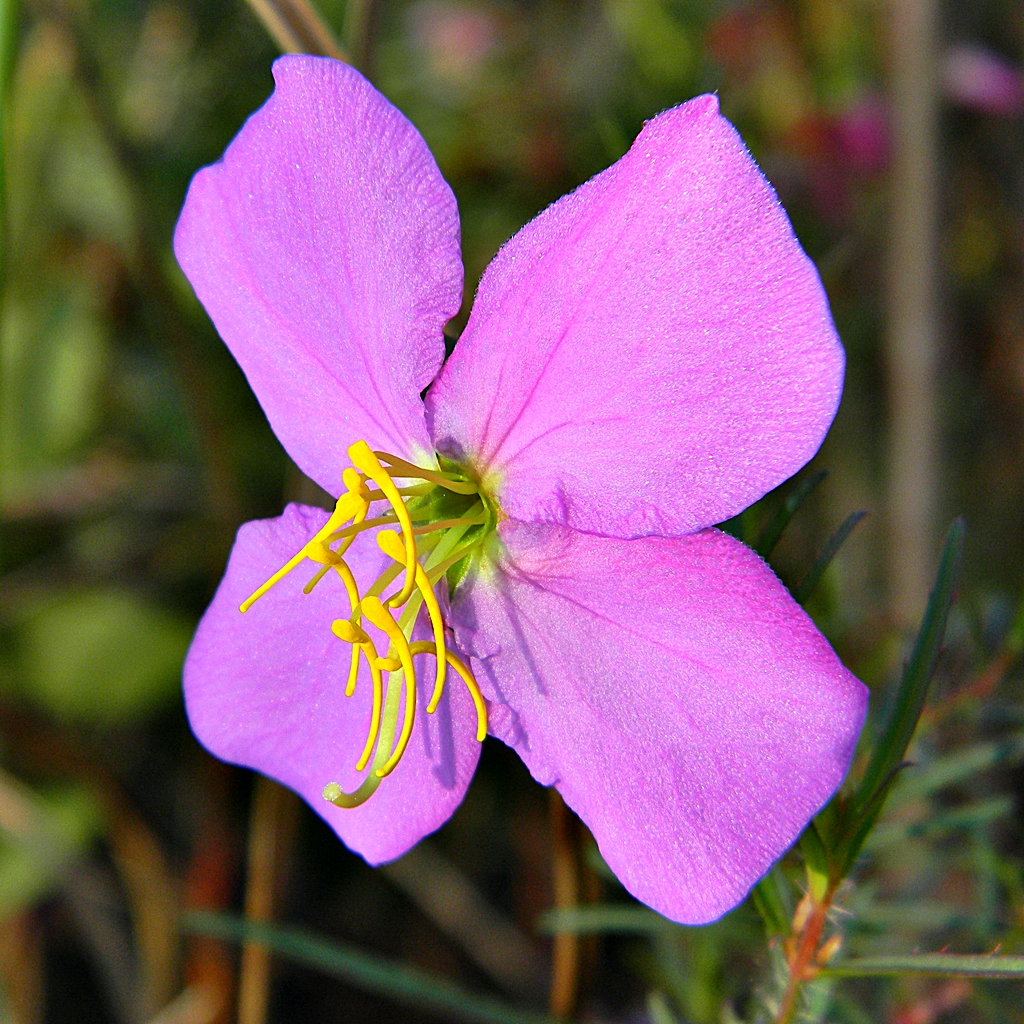